# Søren Kierkegaard Arkivet
Søren Kierkegaard Arkivet rummer det skriftlige materiale, som den danske teolog, filosof og forfatter Søren Kierkegaard (1813-1855) har efterladt sig. Det bevarede materiale er omfattende. Der er manuskripter til værkerne (udkast, kladder, trykmanuskripter og korrekturer), journaler, notesbøger og løse papirer; breve til og fra Kierkegaard; biografiske dokumenter og aktstykker samt dedikationseksemplarer og bøger, der har tilhørt Kierkegaard.

## Baggrund
Søren Kierkegaard døde den 11. november 1855. Kierkegaards bogsamling blev solgt på auktion i forfatterens lejlighed i Skindergade den 8. april 1856 og følgende dage, og derefter kom papirerne til svogeren Johan Christian Lund, hvor de blev opbevaret, indtil de i slutningen af maj 1857 blev pakket og sendt til Kierkegaards bror Peter Christian Kierkegaard, biskop i Aalborg.
Ved gavebrev af 31. maj 1875 skænkede P.C. Kierkegaard papirerne til Universitetsbiblioteket, som i juli samme år modtog manuskripterne. Papirerne er siden blevet overført til Det Kongelige Bibliotek sammen med Universitetsbibliotekets øvrige håndskriftsamlinger. Efter overdragelsen til biblioteket er Søren Kierkegaard-arkivet yderligere blevet suppleret; i marts 1904 med ”forlovelsespapirerne”, de breve og papirer som Søren Kierkegaards tidligere forlovede Regine Schlegel, født Olsen, i 1898 havde testamenteret biblioteket, og i 1910 og 1917 med enkelte betydningsfulde biografiske dokumenter, breve og optegnelser. I 1961 blev arkivet suppleret med bøger, der havde været i Søren Kierkegaards eje. Dels de henved et halvt hundrede bøger, som Det Kongelige Bibliotek havde købt på auktionen over Søren Kierkegaards bogsamling; dels de bøger, der allerede fandtes i arkivet ved dettes overførsel fra Universitetsbiblioteket i 1938. Senere erhvervelser tæller dedikationseksemplarer og flere bøger, der har tilhørt Kierkegaard.
Dokumenterne findes alle i Søren Kierkegaards arkiv. 

## Indhold

### Omfang
Søren Kierkegaard Arkivet er på i alt 82 fascikler eller pakker, samlet i 40 æsker og kapsler. Skulle man fremhæve enkelte dokumenter i arkivet, kunne anføres et eksemplar af disputatsen Om Begrebet Ironi (1841) med Kierkegaards tilføjede bemærkninger, og fra forfatterskabets første del (1843-46) hans håndeksemplar af Enten - Eller (1843) samt forarbejderne til Begrebet Angest (1844). Hovedværket fra forfatterskabets anden fase (1847-51) er Sygdommen til Døden (1849), hvor kladdehæfter, trykmanuskript og førstekorrekturen er bevaret. Som et eksempel på de mange notesbøger og journaler, som Kierkegaard siden ungdomsårene førte parallelt med sin produktion af værkerne, kan nævnes notesbog 15 Mit Forhold til ”hende”, påbegyndt den 24. august 1849 og afsluttet i november, og journalen NB14, der blev taget i brug den 9. november 1849. Begge handler om hans forhold til hans tidligere forlovede Regine Olsen, et forhold der var afsluttet otte år tidligere.

### Begrebet Angest
Søren Kierkegaard (1813-55) påbegyndte arbejdet med Begrebet Angest i oktober 1843, intensiverede det i december og vendte efter en pause i april 1844 tilbage til det ufærdige manuskript, som han redigerede og egenhændigt renskrev midt i maj. Reelt har han anvendt under fire måneder på dette yderst komplekse værk, der er et hovedværk i hans forfatterskab.
Begrebet Angest bringer de to felter, psykologien og dogmatikken, i forbindelse med hinanden. Bogen har undertitlen "En simpel psychologisk-paapegende Overveielse i Retning af det dogmatiske Problem om Arvesynden". Der er tale om en psykologisk undersøgelse af angst som troens grundlag. Den pseudonyme forfatter kaldes Vigilius Haufniensis (den der overvåger livet i København) med skjult henvisning til Kierkegaards og Poul Martin Møllers vandringer i hovedstaden. Undersøgelsen af troens psykologiske forudsætninger sker fra en position uden for kristendommen. Vigilius ønsker sig betragtet som en lægmand, "der vel speculerer, men dog staaer langt udenfor Speculationen", dvs. den hegelske spekulative filosofi. Vigilius skelner mellem frygten, som har ydre årsager, og som hans æstetiske kollega udi psykologien har beskrevet i Frygt og Bæven, og angsten, som er et menneskeligt grundvilkår.
Begrebet Angest er et i forfatterskabet skelsættende psykologisk værk, der indgående beskriver angstens fænomener og spørger, hvad angsten – eller det forhold, at et menneske kan ængstes – viser om det at være menneske. Svaret er, at et menneske er et selv, der er uløseligt forbundet med den opgave at blive sig selv. Begrebet Angest beskriver, hvorledes denne opgave mislykkes, idet den enkelte gør sig selv ufri, ikke blot i angst for det onde, men også i angst for det gode. I denne angst vender mennesket sig bort fra det godes mulighed i dæmonisk indesluttethed.

### Forlovelsen med Regine Olsen
Søren Kierkegaard friede d. 8. september 1840 til frøken Regine Olsen og sendte hende derefter per bud eller tjener i alt 32 breve eller billetter, ofte ledsaget af en lille gave: blomster, parfume, et tørklæde, et par lysestager – eller en ring! Forlovelsen varede indtil 11. august 1841, hvor Kierkegaard sendte hende sit ’opsigelsesbrev’: ”For ikke oftere at prøve på, hvad der dog må ske, hvad der, når det er sket, vel vil give kræfter, som disse behøves: så lad det være sket. Glem frem for alt den, der skriver dette; tilgiv et menneske, der, om han end formåede noget, dog ikke formåede at gøre en pige lykkelig. At sende en silkesnor er i Østen dødsstraf for modtageren; at sende en ring bliver nok her dødsstraf for den, der sender den.”
”I sproglig henseende er brevene noget af det ypperste, Kierkegaard indtil videre har kunnet præstere”, skriver Joakim Garff i sin biografi om Kierkegaard, SAK, og fortsætter: ”Brevene er ikke ordinær kommunikation, men kunst. Deri består triumfen og tragedien. I kraft af deres uomtvistelige æstetiske kvaliteter tilråber brevene nemlig deres skribent, at det ikke er ægtemand, men forfatter han skal være. Brevene bliver derved i virkeligheden afskedsbreve, storstilede øvelser i den indirekte meddelelses metode.”  Regine Olsen (1822-1904) giftede sig i 1847 med diplomaten Frits Schlegel. Da denne i 1855 udnævntes til guvernør på de vestindiske øer, sørgede Regine for at møde sin fordums forlovede og få sagt: "Gud velsigne dig - gid det maa gaa dig godt!".
Kierkegaard vendte senere hen ved flere lejligheder tilbage til den ’ulykkelige’ kærlighedshistorie, mest sammenfattende i de optegnelser fra 24. august 1849, som han gav titlen Mit Forhold til "hende", og hvor han giver en historisk redegørelse for forlovelsens forløb.

## Registrering og udgivelse

### Tidlige udgivelser
Søren Kierkegaard døde den 11. november 1855. Den første registrering af hans efterladte manuskripter, journaler og øvrige papirer blev foretaget af nevøen Henrik Lund i slutningen af 1855 og begyndelsen af 1856, mens papirerne endnu befandt sig i Kierkegaards lejlighed. Henrik Lund registrerede papirerne i den orden og i den form, hvori de blev fundet hos forfatteren. Da papirerne i slutningen af maj 1857 var sendt til Søren Kierkegaards bror Peter Christian Kierkegaard, biskop i Aalborg foretog H.P. Barfod, som var den første udgiver af papirerne, fra februar til november 1865 en ny registrering af papirerne og udarbejdede en detaljeret katalog.

### Søren Kierkegaards Skrifter (SKS) 2007-2013
Det omfattende materiale er gennem årene blevet flittigt benyttet ved tilvejebringelsen af Søren Kierkegaard udgaver. Med støtte fra bl.a. Danmarks Grundforskningsfond har Fonden Søren Kierkegaard Forskningscenteret i årene 2007-2013 under ledelsen af professor Niels Jørgen Cappelørn forestået at tilvejebringe en komplet, tekstkritisk, kommenteret nyudgivelse af alt, hvad der er overleveret fra Søren Kierkegaards hånd: de værker, han selv fik udgivet, de færdige såvel som de ufuldendte værker, der ikke blev udgivet i hans levetid, samt alle journaler, notesbøger, breve, biografiske dokumenter og løse papirer i øvrigt.
Søren Kierkegaards Skrifter (SKS) er en kommenteret, historisk-kritisk udgave af alle Søren Kierkegaards trykte skrifter (herunder bladartikler), utrykte skrifter, journaler, notesbøger og løse papirer samt breve og dedikationer. Værket er er udkommet i trykt form på Gads Forlag og består af 55 bind, 28 bind med Kierkegaards tekster og 27 bind med tekstredegørelser og realkommentarer . Den danske udgivelse er fulgt op af oversættelser til bl.a. engelsk, tysk, fransk, spansk, ungarsk, kinesisk, hollandsk, portugisisk, italiensk, russisk, polsk, lettisk og hebraisk
Desuden er Søren Kierkegaards Skrifter (SKS)s 55 bind også publiceret i elektronisk format. Det drejer sig om 33 trykte skrifter, 35 bladartikler, 10 numre af Øieblikket, 8 utrykte skrifter, 61 journaler og notesbøger samt 596 løse papirer, hertil kommer 318 breve og 118 dedikationer samt i den elektroniske udgave digitale billeder af biografiske dokumenter. Der er mulighed for fritekstsøgning på tværs af bindene. Dertil kommer ordkonkordans, kort, person-, sted- og bibelregister samt et register over breve og dedikationer. Desuden en konkordans mellem SKS og de tre tidligere udgaver af forfatterskabet, den tidligere udgave af journaler og notesbøger samt den tidligere udgave af breve og dedikationer.

## Betydning
Søren Kierkegaard Arkivet regnes for verdenskulturarv og er optaget i Memory of the World Programme i 1997 